# 노경실
노경실(1958년 음력 11월 16일 - , 서울특별시 출생)은 대한민국의 작가이다. 서울예술대학을 졸업하고, 1992년 한국일보 신춘문예에서 소설 《오목렌즈》로 문학계에 입단하였다.